# Tandanus
Tandanus es un género de peces actinopeterigios de agua dulce, distribuidos por ríos y lagos de Oceanía.

## Especies
Existen tres especies reconocidas en este género:
- Tandanus bostocki Whitley, 1944
- Tandanus tandanus (Mitchell, 1838)
- Tandanus tropicanus Welsh, Jerry y Burrows, 2014[4]